# Pierre Menault
Pierre-Richard Menault (1642–1694) fue un compositor y maestro de capilla francés.

## Biografía
Nació en Beaune (Borgoña). Ejerció como maestro de capilla en la iglesia de Saint Etienne en Dijon, donde escribió unas Vísperas dedicadas a François d'Aix de La Chaise, confesor del rey Luis XIV de Francia. Falleció en Dijon en 1694.

## Obras
- Misa O felix parens, 1676
- Misa Tu es spes mea, 1686
- Misa Ave senior Stephane, 1687
- Misa Ferte rosas, 1691
- Misa Date lilia, 1692
- Vêpres pour le Pére la Chaize. grabada por Jaroussky, Janssens, Lombard, van Dyck. Ensemble La Fenice, Jean Tubéry.